# Ешах (Швебиш Гминд)
Ешах (њем. Eschach) општина је у њемачкој савезној држави Баден-Виртемберг. Једно је од 42 општинска средишта округа Осталб. Према процјени из 2010. у општини је живјело 1.845 становника. Посједује регионалну шифру (AGS) 8136020.

## Географски и демографски подаци
Ешах се налази у савезној држави Баден-Виртемберг у округу Осталб. Општина се налази на надморској висини од 498 метара. Површина општине износи 20,3 km². У самом мјесту је, према процјени из 2010. године, живјело 1.845 становника. Просјечна густина становништва износи 91 становника/km².